# نيكيتا ميخايلوف
نيكيتا ميخايلوف (بالروسية: Никита Вячеславович Михайлов)‏ هو لاعب كرة قدم روسي في مركز الدفاع، ولد في 21 يناير 1997. لعب مع روبين كازان.